# Erlenbach bei Marktheidenfeld
Erlenbach bei Marktheidenfeld település Németországban, azon belül Bajorországban. Lakosainak száma 2465 fő (2023. december 31.). A község főhelye Erlenbach.

## Földrajz
Erlenbach bei Marktheidenfeld Triefenstein, Marktheidenfeld, Karbach és Remlingen községekkel határos.

## Népesség
A település népessége az elmúlt években az alábbi módon változott:
| Lakosok száma | 1852 | 2074 | 2418 | 2424 | 2376 | 2383 | 2393 | 2360 | 2477 | 2465 |
|               | 1975 | 1987 | 2012 | 2013 | 2014 | 2016 | 2017 | 2019 | 2022 | 2023 |

### Községrészek
- Erlenbach
  - Barthelsmühle
  - Ziegelhütte
- Tiefenthal